# نيران الغضب (فلم)
نيران الغضب (بالإنجليزية: The Flames of Wrath)، هُو فيلم صامت أمريكي بالأبيض والأسود صدر سنة 1922، وقد أخرجته وأنتجته Maria P. Williams.

## وصلات خارجية
- نيران الغضب  في قاعدة بيانات الأفلام على الإنترنت (بالإنجليزية)